# Nationale Fortschrittspartei (Finnland)
Die Nationale Fortschrittspartei (auch National-Progressive Partei, finnisch: Kansallinen Edistyspuolue) war eine liberale Partei, die von 1918 bis 1951 in Finnland existierte.
Die Partei wurde nach dem Finnischen Bürgerkrieg am 8. Dezember 1918 von der republikanischen Mehrheit innerhalb der Jungfinnischen Partei gegründet. Befürworter einer Monarchie in Finnland gründeten die Nationale Sammlungspartei. Obwohl die Partei eher niedrige Wahlergebnisse erzielte, stellte sie auch aufgrund ihres Status als „neutrale“ Partei zwischen links und rechts mit Kaarlo Juho Ståhlberg und Risto Ryti zwei Staatspräsidenten. Im Frühjahr 1951 löste sich die Partei auf. Die meisten Mitglieder wurden Mitglied der Volkspartei Finnlands (Suomen Kansanpuolue), eine Minderheit unter Sakari Tuomioja gründete den Liberalen Bund (Vapaamielisten Liitto).
Von 1947 bis zu ihrer Auflösung 1951 war die Partei Mitglied der Liberalen Internationale.

## Wahlergebnisse

### Ergebnisse bei Reichstagswahlen
| Jahr | Abgeordnete | Stimmen | Prozent |
| ---- | ----------- | ------- | ------- |
| 1919 | 26          | 123 090 | 12,81 % |
| 1922 | 15          | 79 676  | 09,21 % |
| 1924 | 17          | 79 937  | 09,09 % |
| 1927 | 10          | 61 613  | 06,77 % |
| 1929 | 07          | 53 301  | 05,60 % |
| 1930 | 11          | 65 830  | 05,83 % |
| 1933 | 11          | 82 129  | 07,41 % |
| 1936 | 07          | 73 654  | 06,28 % |
| 1939 | 06          | 62 387  | 04,81 % |
| 1945 | 09          | 87 868  | 05,17 % |
| 1948 | 05          | 73 444  | 03,91 % |

### Ergebnisse bei Präsidentschaftswahlen
| Jahr | Wahlmänner | Stimmen | Prozent | Kandidat                 |
| ---- | ---------- | ------- | ------- | ------------------------ |
| 1925 | 33         | 071 199 | 11,45 % | Risto Ryti               |
| 1931 | 50         | 148 430 | 17,7 %  | Kaarlo Juho Ståhlberg    |
| 1937 | ?          | 123 355 | 11,1 %  | Kaarlo Juho Ståhlberg    |
| 1950 | 14         | 075 115 | 04,8 %  | Unterstützung Paasikivis |

## Führungspolitiker

### Parteivorsitzende
- 1918–1929: Oskari Mantere
- 1928–1930: Eemil Linna
- 1930–1931: Valto Tuomioja
- 1931–1933: Oskari Mantere
- 1933–1943: Aimo Kaarlo Cajander
- 1945–1947: Kalle Kauppi
- 1947–1950: Akseli Nikula
- 1950–1951: Heikki Kannisto

### Parteisekretäre
- 1918–1919: Urho Toivola
- 1919–1920: Toivo Wuorenrinne
- 1920–1920: Kalle Rauhala
- 1920–1922: Y. Vuorentaus
- 1922–1922: Santeri Jehkonen
- 1922–1923: Valto Tuomioja
- 1923–1925: Hannes Salovaara
- 1925–1930: Jussi Oksanen
- 1930–1930: Erkki Vala
- 1930–1932: Frans Keränen
- 1932–1933: T. Kaukoranta
- 1933–1938: O. Laine
- 1938–: Lauri Levämäki